# Китайский дворец
Китайский дворец — дворец, расположенный в юго-западной части дворцово-паркового ансамбля «Ораниенбаум» (г. Ломоносов). Был построен по проекту архитектора Антонио Ринальди в 1757—1768 гг. для императрицы Екатерины II. Является частью ансамбля Собственной дачи в Ораниенбауме. Своё название получил благодаря тому, что его несколько интерьеров отделаны в китайском стиле (шинуазри), что было в то время очень модным.
В 1852—1853 гг. южный фасад был перестроен (появился второй этаж) по проектам А. Штакеншнейдера и Л. Бонштедта. Как музей дворец открыт в 1922 году.
Из всех построек Ораниенбаума середины XVIII века (дворец Петра III, павильон Катальной горки) именно в Китайском дворце стиль рококо (который в России нигде, кроме Ораниенбаума, не получил распространения) проявил себя наиболее полно. В этом, наряду с абсолютной подлинностью дворца (Ораниенбаум в годы Великой Отечественной войны фашистами захвачен не был, в отличие от остальных пригородов Санкт-Петербурга), заключается его уникальность.
В сентябре 2011 года после реставрации было открыто 4 зала — Большая антикамера, Зал муз, Голубая гостиная и Стеклярусный кабинет. В июле 2020 года, благодаря финансовой помощи ПАО «Газпром», реставраторы закончили работу в 17 залах дворца.

## История создания
Ораниенбаум, имение князя А. Д. Меншикова, после его опалы в 1727 году находилось в ведении Канцелярии от строений. В 1743 году императрица Елизавета Петровна дарует эти земли вместе со всеми постройками своему племяннику и наследнику престола Великому князю Петру Федоровичу, будущему императору Петру III. Здесь для него строится потешная крепость Петерштадт, а в крепости — дворец (по проекту А. Ринальди). После женитьбы Петра Федоровича на немецкой принцессе Софии Фредерике Августе Ангальт-Цербстской (в православии Екатерине Алексеевне) в Ораниенбауме обосновывается малый великокняжеский двор.
Ещё будучи Великой княгиней, Екатерина II замышляет построить в Ораниенбауме дачу для увеселений.
Мне пришла фантазия развести себе сад в Ораниенбауме... Я принялась чертить планы и разбивать сад, и так как в первый раз занималась планами и постройками, то все выходило у меня огромно и неловко. В разбивке сада мне помогал ораниенбаумский садовник Ламберти.
Став императрицей, она уже 1 сентября 1762 года (то есть спустя два месяца после восшествия на престол) издала указ об отпуске денег на строительство Собственной дачи, архитектором которой становится Антонио Ринальди. Основные работы были завершены в середине 1770-х гг.

### Ансамбль Собственной дачи
По замыслу Ринальди, ансамбль Собственной дачи должен состоять из двух частей — регулярной и пейзажной. В восточной регулярной части располагались основные парковые сооружения (Каменное зало, Китайский дворец, павильон Катальной горки). Большая западная часть была близка пейзажному «английскому» парку. При всем этом четкая граница между ними отсутствовала, одна часть как бы плавно переходила в другую.

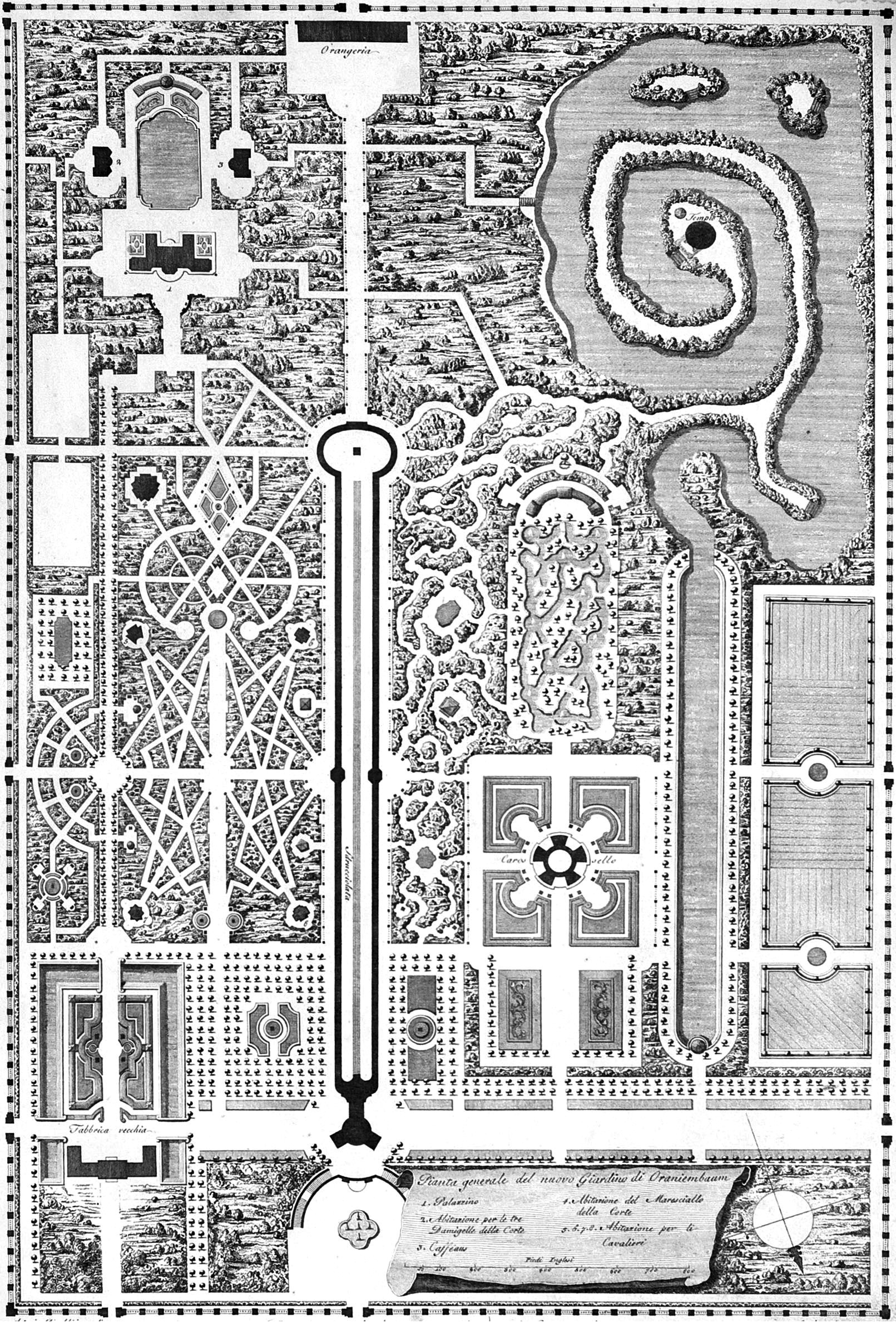
План Собственной дачи

Композиция восточной части говорила об отходе от типа регулярных парков, характерных для XVII—XVIII веков. В таких парках обязательно существовала одна или несколько центральных аллей, подходивших к центральной части главного дворца. Тройная липовая аллея, главная ось Собственной дачи, отходящая от Каменного зала, выходит на Китайский дворец не к его центру, а к восточной части. Таким образом, перспектива дворца с центральной аллеи не видна. В западной части был устроен лабиринт фигурных прудов с шестнадцатью небольшими островами, соединёнными между собой подъемными мостиками. На островках располагались пять маленьких беседок.
В 1766 году из Венеции для Собственной дачи были получены скульптуры, выполненные итальянскими мастерами Д. Маркиори, И. Морлейтером и Джузеппе Торетти (работы этих скульпторов можно также найти в Большом Гатчинском дворце (горельефы) и в Дворцовом парке Гатчины (скульптуры)).
Таким образом, если в регулярной части существовали особенности, роднящие её с пейзажным парком, то и в пейзажной части легко отыскать черты регулярного стиля. Это связано с тем, что в середине XVIII века в архитектуре происходил постепенный переход от барокко к классицизму. Это отразилось не только в облике дворцов Ораниенбаума, но и в планировке его парка.
Проявление стиля рококо в ораниенбаумских постройках А. Ринальди проступает не в отдельных деталях, а в совокупности черт этого стиля. Оно ярко выражено как в фасадах и планах дворцов, так и в декоре помещений.
- Контраст наружного облика и внутренней отделки

Все постройки Ринальди отличаются строгостью и простотой внешнего облика и одновременно роскошью, изысканностью, разнообразием внутреннего убранства.
- Большие размеры застеклённых дверных и оконных проёмов

Соединение интерьера и окружающей природы — испытанный приём стиля рококо.
- Различие обработки интерьеров

Форма и отделка каждого помещения различны в зависимости от его назначения. Более того, мебель и прочие предметы декоративно-прикладного искусства — часть декора именно данного интерьера. Недаром в Китайском дворце мебель чаще всего изготовлена специально для какой-либо комнаты по эскизам Ринальди (архитектора и одновременно декоратора помещений).
Эти три черты в некоторой степени объясняют удивительную гармоничность интерьеров Китайского дворца, его связанность как к с внешним обликом, так и с близлежащим прудом и парком.

### Архитектура Китайского дворца

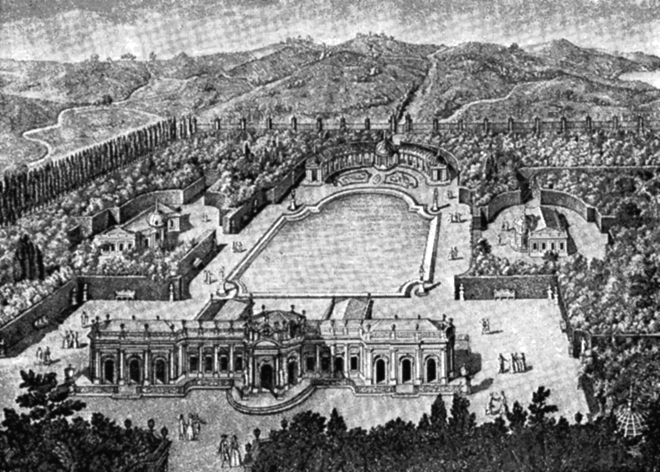
Китайский дворец и часть Верхнего парка. Проект А. Ринальди

Китайский дворец стоит на невысоком выступающем стилобате, который образует своеобразную террасу. Она облицована пудостским камнем и гранитом. С запада и востока к жилым помещениям, расположенных в ризалитах, примыкают партерные садики. Они ограждены ажурными металлическими решётками.
Дворец протянулся по оси запад — восток и в плане представляет собой букву П. Его фасады имеют различное архитектурное решение. До наших дней в неизменном виде сохранился лишь северный фасад (с южного фасада в XIX веке был надстроен второй этаж).
Северный фасад выглядит более торжественно и нарядно. Центр его выделен в виде трёхгранного ризалита с четырьмя пилястрами, соответствующий Большому овальному залу. Выступ завершён фронтоном и фигурным аттиком барочного типа. На нём установлены три белые декоративные скульптуры (в XVIII веке кровля дворца окаймлялась балюстрадой с вазами и статуями). По осям трёх скульптур расположены окна-двери с полуциркульными завершениями. Такие же дверные проёмы расположены в боковых ризалитах дворца. Их завершают сандрики с рельефным орнаментом — раковиной и гирляндами.
Южный фасад, обращённый к пруду, выглядит совсем по-другому. К зданию пристроены два сильно выступающих ризалита, которые предназначались для жилых покоев. В XVIII веке ризалиты образовывали собой миниатюрный дворик, в центре которого находился вход во дворец. Однако в 1850-е годы с южного фасада по проектам архитекторов А. Штакеншнейдера и Л. Бонштедта был надстроен второй этаж. Тогда же появилась и застеклённая галерея в первом этаже. С востока и запада к торцовым частям дворца были пристроены небольшие помещения — антикамеры.
Фасады дворца украшены ионическими пилястрами и филёнками с цветочными лепными гирляндами, лучковыми сандриками с орнаментами.

## Судьба дворца после 1917 года

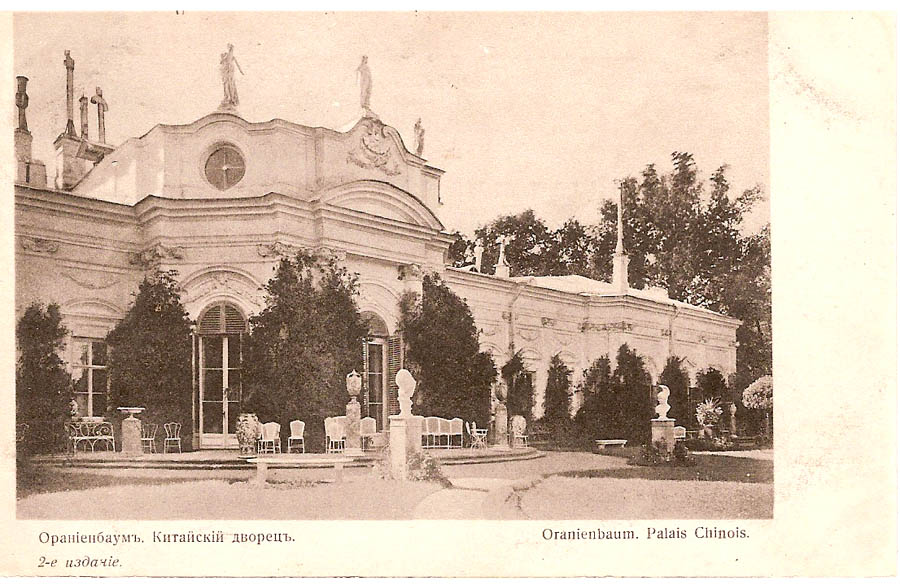
Северный фасад дворца

В 1925 году дворцы и парки были переданы Музейному отделу Ленинградского отделения Главнауки и подчинены Управлению Петергофскими дворцами-музеями и парками. Китайский дворец — единственный из построек Ораниенбаума, превращённый в музей до войны. Остальные здания сдавались в аренду Лесотехническому техникуму, «Заготзерну» и другим конторам. В 1935 году Ораниенбаум был взят под государственную охрану как уникальный историко-культурный комплекс. На парк был распространён режим запретной зоны — на его территорию было практически невозможно попасть. В 1940 году этот режим был снят и Ораниенбаум получил свою собственную администрацию.
В годы Великой Отечественной войны Ораниенбаум, находящийся на территории так называемого Ораниенбаумского плацдарма, не был разрушен фашистами, в отличие от других пригородов Ленинграда. На территории парка располагалась 48-я Ордена Октябрьской Революции Краснознамённая Ропшинская Стрелковая дивизия имени М. И. Калинина под командованием генерала Сафонова, которая взяла на себя охрану всего дворцово-паркового ансамбля.
В годы войны Китайский дворец был законсервирован, музейные ценности были эвакуированы (часть — в Новосибирск и Сарапул, часть — в уже оказавшийся в блокадном кольце Ленинград по так называемой «малой дороге жизни» (Ораниенбаум — Бронка — Кронштадт — Лисий Нос), где экспонаты хранились в Исаакиевском соборе. В частности, в подвалах Исаакиеского собора хранились стеклярусные панно. Позже, из-за их плохого состояния, они были перемещены на хранение в Эрмитаж.
Сам Китайский дворец в годы войны не получил каких-либо серьёзных повреждений от обстрелов, за исключением снаряда, попавшего во второй этаж дворца. Выставочные помещения и интерьеры от этого снаряда не пострадали. Однако, по воспоминаниям очевидцев, состояние дворца при этом было довольно плачевным:
Стёкла окон были выбиты… Через щели ставен и разбитые стекла в залы дворца навьюжило остатки снега. Теперь он таял на полу, и паркет, насытившись влагой, поднимался во многих местах буграми… Великолепные издания по искусству в виде книг, таблиц, гравюр валялись на полу среди множества фарфоровых ваз, мебели, мраморных изваяний. Всё навалом было собрано в Большом зале — имущество музейщики готовили к эвакуации, но вывезти не успели.
В 1946 году дворец после незначительных реставрационных работ вновь открывается как музей. Это имело огромное значение для послевоенных пригородов Ленинграда — в то время, как другие дворцы лежали в руинах, Китайский дворец принимал посетителей и вселял веру в восстановление других пригородов.

## Реставрационные работы во дворце
С самого первого времени своего существования Китайский дворец постоянно страдал от сырости. Антонио Ринальди, вероятно, не сумел точно оценить суровый северный климат и высокую влажность, либо не рассчитывал на долгое бытование дворца и строил его больше как парковый павильон, нежели жилое помещение. Уже с 1770-х годов проводятся многочисленные реставрационные работы во дворце. Первыми от сырости пострадали полы из искусственного мрамора. Их заменили на паркетные, ныне существующие. Десятилетие спустя была проведена реставрация живописи, располагавшейся во дворце.

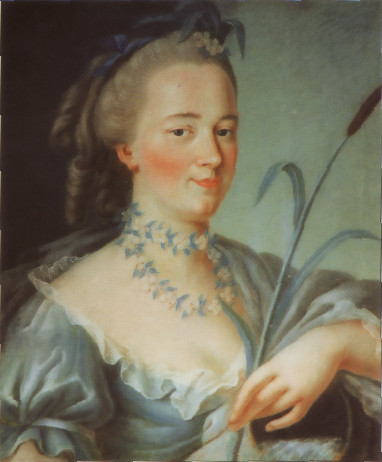
Портрет графини П. А. Брюс. Один из 11 портретов работы Ж. де Сампсуа в Китайском дворце

В начале XIX века вновь реставрируются полы (но уже паркетные) под руководством архитектора Луиджи Руски. В середине XIX века при перестройке южного фасада велись также ремонтные работы. Опять ремонтируются полы во всех комнатах, а также мебель. В Стеклярусном кабинете проводится замена мозаичного пола на паркетный с сохранением первоначального рисунка. В Будуар переносится ореховая отделка из Орехового покоя на половине Екатерины II, а в Ореховом покое заново отделываются стены и на них располагаются одиннадцать портретов придворных дам Екатерины работы художника Ж. де Сампсуа.
В 1870—1890-е гг. реставрационные работы продолжаются под началом архитектора Г. Г. Прейса. В этот период первоначальную отделку XVIII века частично теряют Гардеробная и Голубая гостиная. В это же время ремонтируется дренажная система, каменный настил вокруг дворца и балюстрада на крыше. В начале XX века снова реставрируется паркет.
Следующий этап реставрации связан уже с бытованием дворца как музея (с 1922 года). В 1924 году реставраторы Эрмитажа начинают работу с живописью, находившейся в тяжелом состоянии. Реставрацию прошли плафоны, десюдепорты и полотна Г. Гроота, портреты П. Ротари и Ж. де Самсуа (Jean-François Samsois). Также работы затрагивают роспись западной стены Зала муз, полная реставрация которого заканчивается в 1940 году.
В период 1947—1949 гг. ведутся работы в Передней, Гардеробной, Розовой гостиной, Штофной опочивальне, Будуаре. Эти интерьеры открываются для посетителей в 1949 году. Годом позже окрашиваются фасады дворца, реставрируются кованые решётки партерных садиков. В начале 1960-х годов реставрируется Большой зал и Зал Муз. Вновь проводятся работы с паркетными полами.
В 1980 году в Большом зале вместо утраченного в годы войны плафона работы Д. Б. Тьеполо «Отдых Марса» на перекрытии появился плафон «День, прогоняющий ночь» С. Торелли (он был получен из Мраморного дворца).
С 2007 года во дворце ведутся реставрационные работы, результатом которых стало открытие четырёх залов (Большая антикамера, Голубая гостиная, Стеклярусный кабинет, Зал муз) дворца в сентябре 2011 года (300-летний юбилей Ораниенбаума). Помимо косметической реставрации, проводятся масштабные инженерно-дренажные работы с целью недопущения подтекания грунтовых вод в подвалы дворца.
С 8 декабря 2010 года по 20 марта 2011 года отреставрированные стеклярусные панно из Стеклярусного кабинета дворца экспонировались на выставке в Государственном Эрмитаже, специалисты которого работали над уникальными панно в течение полутора лет. По словам генерального директора ГМЗ «Петергоф» Е. Я. Кальницкой, Стеклярусный кабинет стоит в одном ряду с Янтарной комнатой Большого дворца в Царском селе, с той разницей, что стеклярусные панно — подлинник середины XVIII века.
В июне 2020 года завершилась реставрация Штукатурного покоя. Специалисты вернули первоначальный вид отделке работы Альберто Джанни XVIII века, созданной в технике намазной лепки. Был восстановлен паркет, выполненный по рисунку Антонио Ринальди, отреставрирована мебель. Кроме того, из реставрационных мастерских были возвращены картины Пьетро Антонио Ротари «Венера и Адонис» и Стефано Торелли «Селена и Эндимион».
В июне 2024 года завершилось восстановление последних четырёх комнат — Китайской опочивальни, Камерюнгферской (Туалетной), Портретной и Кабинета Екатерины II.

## Интерьеры

### Общая характеристика внутренней отделки
|  |  | 1 — Передняя 2 — Гардеробная Половина Павла: 3 — Розовая гостиная 4 — Штофная опочивальня 5 — Будуар 6 — Кабинет Павла Парадная анфилада: 7 — Зал муз 8 — Голубая гостиная 9 — Стеклярусный кабинет 10 — Большой зал 11 — Штукатурный покой 12 — Малый Китайский кабинет 13 — Большой Китайский кабинет Половина Екатерины II: 14 — Китайская опочивальня 15 — Камерюнгферская 16 — Портретная 17 — Кабинет Екатерины II. |

Для внутреннего убранства парадных построек XVIII века характерна анфиладная система расположения комнат. Есть анфилада и в Китайском дворце, однако она занимает лишь среднюю часть здания — её образуют Зал муз, Голубая гостиная, Стеклярусный кабинет, Большой зал, Штукатурный покой, Малый Китайский кабинет и Большой Китайский кабинет. В ризалитах южного фасада дворца расположены жилые комнаты Екатерины II (Китайская опочивальня, Камерюнгферская, Портретная, Кабинет Екатерины II) и Великого князя Павла Петровича (Розовая гостиная, Штофная опочивальня, Кабинет Павла, Будуар). Ещё две комнаты — Передняя и Гардеробная — связывают интерьеры половины Павла (восточной) с Большим залом. Всего во дворце 17 помещений.
Каждый интерьер во всех своих деталях совершенно самостоятелен, благодаря этому в Китайском дворце нет ощущения бесконечности парадной галереи. Для всех комнат характерен синтез живописи, декоративной скульптуры и всех видов прикладного искусства — гармонично объединены монументально-декоративная живопись, лепка, облицовка, наборные паркеты, позолота, резьба, декоративные ткани.
Орнаментальная лепка дворца белая, низкого рельефа. Применение позолоты по сравнению с интерьерами барочных дворцов работы Растрелли (в Петергофе, Царском селе) весьма незначительно. Она лишь сопровождает основной рисунок лепки, подчеркивая главные детали. Основу лепных композиций везде составляет растительный орнамент: они составлены из стилизованных гирлянд, цветов и листьев.
Живопись (плафоны, картины, росписи) в основном представлена крупными итальянскими мастерами: С. и Дж. Бароцци, Я. Гуарана, Г. Дициани, Д. Маджотто, Ж. Б. Питтони, С. Торелли, Дж. Б. Тьеполо, Ф. Цуньо. Тематика характерна для рококо — мифология, аллегория, пасторали. Наблюдается постепенный отход от тёмных, насыщенных по цвету плафонов на потолочных перекрытиях. В Китайском дворце плафоны выполнены в бледно-розовых, голубых, желтых, сиреневых тонах и часто имеют необычную форму.
Мебель во дворце полностью отвечает характеру отделки помещений. Чаще всего это выполненные на заказ для определённого интерьера гарнитуры. Также в коллекции мебели присутствуют уникальные экземпляры, изготовленные в Японии и Китае в XVII—XVIII вв.

#### Наборные паркеты

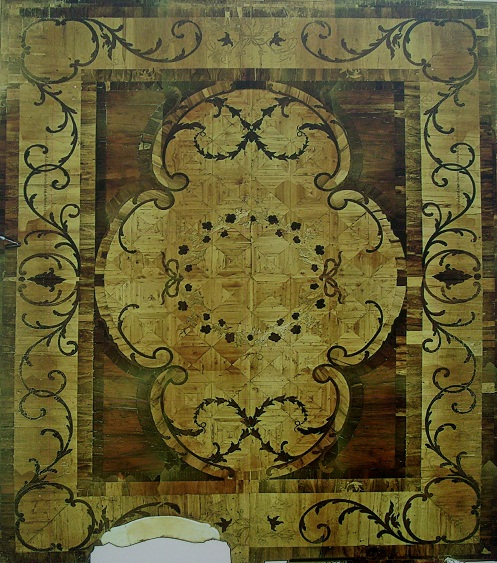
Рисунок паркета Голубой гостиной

Особую ценность представляют собой наборные паркеты дворца, созданные в 1760—1770-е годы. Они выполнены по рисункам Ринальди русскими столярами под руководством европейских мастеров-иностранцев. Первоначально в большей части комнат полы были из искусственного мрамора, но десятилетие спустя после окончания постройки дворца мрамор был заменён на паркет с сохранением первоначального рисунка. На щиты, собранные из сосновых досок рыбьим клеем наклеивались вырезанные по узору плашки цветного дерева толщиной 5-8 мм. Породы дерева использовались самые различные — это клён, липа, берёза, груша, орех, яблоня, сосна, ольха, дуб, а также дорогостоящие «заморские» сорта дерева: лимонное, табачное, чёрное эбеновое, амарант, розовое и красное сандаловое дерево, самшит, палисандр, тис, туя и другие.
В технике наборов паркетов использовались приёмы маркетри и интарсии. Применялись также резьба и выжигание, а также подкраска и подкуривание (закапывание в горячий песок до побурения древесины). В цветовой гамме паркетов преобладают теплые охристые и красновато-коричневые оттенки. Основа композиций так же, как и в лепке — растительный орнамент.
В. Г. Клементьев условно делит паркеты дворца на три категории. Первая — это тёмный фон паркета и преобладание в нём тёмных экзотических видов дерева разных оттенков. Типичный пример паркета первой группы — это Большой зал, где только центральная часть пола выполнена в светлой гамме, а по направлению к стенам идёт усиление насыщенности цвета дерева. Вторая категория — это светлый фон и преобладание светлых тонов древесины. Таких интерьеров большинство (Зал муз, Розовая гостиная, Штофная опочивальня и другие). К третьей категории он относит паркетные полы маленьких помещений — Кабинеты Екатерины II и Павла, Китайской опочивальни. По характеру рисунка эти паркеты очень близки, однако композиционное решение их различно. Основная черта этих рисунков пола — это отсутствие жестких рамок строго продуманной композиции (и главная причина этому — небольшие размеры комнат).
Многими исследователями отмечается уникальность полов Китайского дворца: паркеты XVIII века такого высокого художественного уровня сохранились в России лишь в нём. Это единственные в своём роде, не имеющие аналогов ни в европейских, ни в русских дворцах наборные полы.

### Передняя
Передняя расположена в центре южного фасада дворца и в XVIII веке являлась неким вестибюлем — первой комнатой при входе во дворец. В XIX веке после пристройки крытой застеклённой галереи её стали использовать как столовую. Комната в плане представляет собой квадрат, её стены затянуты холстами с росписью маслом. Это живопись неизвестного художника XIX века, заменившая утраченные росписи С. Торелли. На северной стене справа и слева от дверного проёма — орнаментальные росписи с пучками зелени и цветами, выполненные С. Бароцци.
Паркет середины XIX века полностью повторяет собой рисунок паркета XVIII века. Некоторые детали рисунка пола перекликаются с лепным убранством потолка, что придаёт интерьеру завершённость. Подлинная отделка XVIII века — лепной декор падуг и потолка — выполнена с использованием характерного для стиля рококо растительным орнаментом, с введением мотивов рокайля, листьев аканта. Роспись потолочного плафона «Аполлон и Искусства» выполнена С. Торелли.
Интерьер дополняют два резных золочёных стола русской работы середины XVIII века.

### Гардеробная
Гардеробная следует за Передней и с запада примыкает к Розовой гостиной, связывая половину Павла Петровича с парадным входом во дворец. В XVIII веке комната использовалась соответственно её названию, но при этом известно, что позже она служила также библиотекой и буфетной.
Центральная часть потолка украшена плафоном «Суд Париса» работы С. Бароцци. Сюжет античных мифов использован и в двух десюдепортах — «Венера и Марс» и «Геркулес и Омфала». Оба живописных панно работы неизвестного итальянского художника XVIII века. Из сохранившейся первоначальной отделки — убранство стены над камином. Здесь использована изысканная резьба с позолоченной намазной лепкой.
Паркет по сравнению с остальными комнатами Китайского дворца имеет более упрощённый и однообразный рисунок, в котором преобладают геометрические формы. Это связано с тем, что пол был заменён в 1819 году, но первоначальный рисунок при этом не сохранился. В. Г. Клементьев отмечает, что паркет, как и отделка падуг в технике гризайль, выполнен во второй половине XIX века.

### Половина Павла

#### Розовая гостиная
Розовая гостиная находится на половине Павла, поэтому в XVIII веке она называлась Детской, а также Живописным антиком. Это название обусловлено тем, что в 1767 году Серафино Бароцци расписал стены маслом на тему развалин римского города Геркуланума. Росписи были заменены на бумажные обои в середине XIX века, а в 1894 году стены затянули розовыми холстами. Интерьер получил название Розовой гостиной.
Из подлинной отделки сохранились лепка падуг и потолка и плафон «Диана и Аврора» художника Г. Дицциани. На стенах висят портреты Екатерины II (кисти П.Ротари, а также копия с картины В. Эриксена) и лейб-медика И. Г. Лестока.

#### Штофная опочивальня

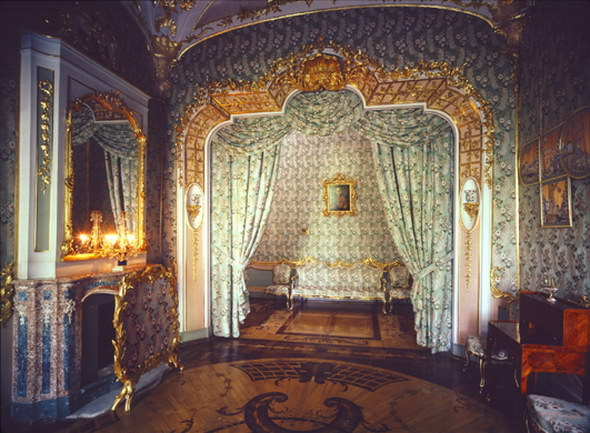
Штофная опочивальня

Эта парадная спальня следует сразу за Розовой гостиной. Своё название она получила, когда в XVIII веке стены спальни были затянуты бледно-зелёным штофом. Сейчас в интерьере использована ткань, помещённая сюда в середине XIX века. Рисунок штофа представляет собой серебристую извилистую дорожку, перевитую белыми и розовыми цветами на бледно-зелёном фоне. Мебель, входящая в убранство интерьера, а также каминный экран затянуты тканью с тем же рисунком.
Опочивальня разделена на две части, меньшая из которых — альков. Он украшен изысканной резьбой с цветочных и растительным мотивами. Эта часть спальни декорирована с использованием также и военной атрибутики — боевые знамёна, трубы, стрелы — что соответствовало назначению помещения для наследника престола Павла. В центре алькова на стене висит его детский портрет работы художника А. П. Антропова.
Потолок украшает плафон венецианского живописца Доменико Маджотто «Урания, обучающая юношу», паркет же, в многом перекликающийся с лепкой потолка и резным украшением алькова, считается одним из лучших во дворце. Он выполнен из ореха, палисандра, самшита, лимона, берёзы и чёрного дерева.
Северную стену украшают уникальные образцы вышивки синелью и стеклярусом по соломке. Представленные семь композиций работы русских мастериц демонстрируют редчайший вид декоративно-прикладного искусства, появившегося во Франции в эпоху рококо. На фоне золотистой рисовой соломки представлены сцены охоты, сельской жизни на лоне природы и пасторальные сцены. Композиции небольшого размера; они заключены в деревянные золочёные рамки.

#### Будуар
Будуар в XVIII веке назывался Живописным кабинетом — стены были затянуты холстами с живописью. В 1850-е годы сюда из Камерюнгферской (из половины Екатерины II) переносятся ореховые резные панно. Ими и сейчас декорированы стены комнаты.
Ореховые панно, подлинная отделка XVIII века, в центре украшены живописью, выполненной C. Бароцци. В деревянные панели включены три живописных полотна — аллегорические картины «Музыка», «Живопись» и «Драма», выполненные тем же художником, что и плафон на потолке Будуара — Я. Гуарана. Несмотря на это, считается, что вертикальные линии и тёмные тона ореховых панно вступают в противоречие светлому и свободному убранству потолка. Таким образом, перенос панно из одного помещения в другое лишь исказил первоначальный замысел Ринальди.

#### Кабинет Павла
Рядом со Штофной опочивальней (со стороны алькова) расположен кабинет. Это очень небольшое помещение с окнами в южной и западной стенах. В конце XIX — начале XX века комнату использовали как ванную. Изолированность кабинета Павла от остальных помещений Китайского дворца — результат переделок 1853 года, когда в нём заделали дверь, ведущую в Будуар (наглухо заделанный кирпичом дверной проём был обнаружен в 1964 году).
Стены декорированы холстами с росписями, исполненными С. Бароцци. В росписи введены небольшие накладные композиции на мраморных и деревянных дощечках с резными фигурками из мыльного камня, пейзажами и иероглифами (Китай, XVIII—XIX вв.). Потолок имеет форму полусферы, в его центре — плафон работы Г. Дицциани «Математика». Сложный рисунок паркета частично перекликается с лепкой на потолке.

### Парадная анфилада

#### Зал муз

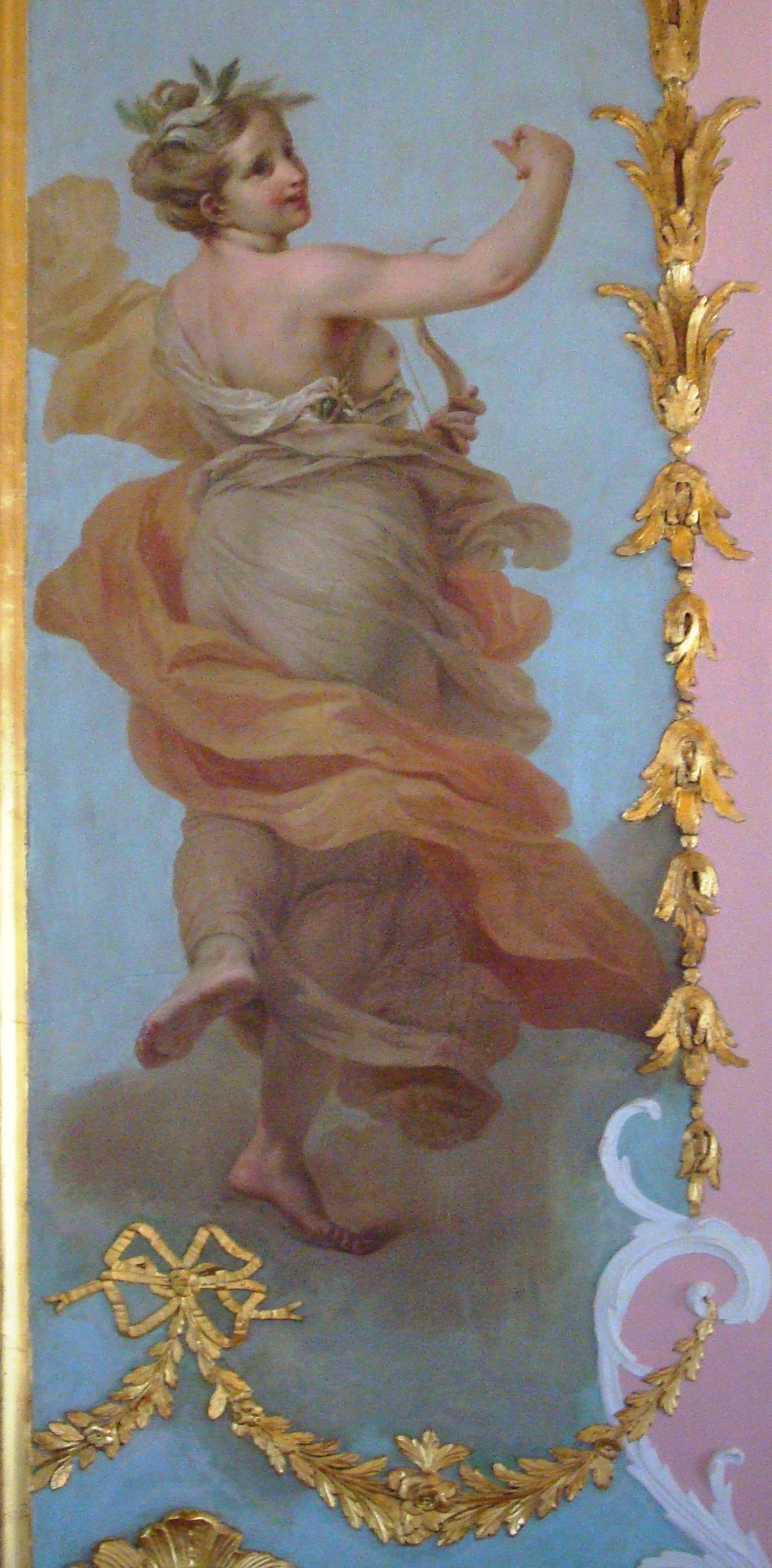
Роспись восточной стены Зала муз. Муза танца Терпсихора

Зал муз по своему архитектурному решению и сохранности принадлежит к числу лучших дворцовых интерьеров XVIII века. Он открывает парадную анфиладу залов Китайского дворца. В планировке Зал муз симметричен Большому Китайскому кабинету в западной части дворца. Убранство Зала подчинено одной теме — содружество искусств.
Это помещение овальной формы, с большими застеклёнными окнами-дверями. Несколько вытянутые пропорции делают его похожим на галерею — неслучайно в XVIII веке зал назывался Живописной галереей. В отделке господствуют плавные линии — это скруглённые углы и пологие своды потолка, полуциркульные завершения окон-дверей.
Более позднее название зала, сохранившееся и теперь, обусловлено тем, что на стенах изображены девять муз — Терпсихора, Каллиопа, Урания (восточная стена), Эвтерпа, Клио (южная стена), Талия, Мельпомена (западная стена), Полигимния и Эрато (северная стена). Росписи стен выполнены С. Торелли с помощью темперных красок. Музы изображены в простенках между окнами на розово-лиловом или светло-голубом фоне; каждая живописная композиция обрамлена золочёным и белым лепным орнаментом. Изящная отделка стен согласована с лепным и живописным убранством потолка, с плафоном (также работы С. Торелли). На плафоне изображена Венера, восседающая на облаке и окружённая амурами и тремя грациями. Этот плафон, наряду с росписями стен, был необычайно высоко оценён скульптором Фальконе в его письме к Екатерине II.
Паркет Зала муз относится исследователями к одним из наиболее удачных по рисунку во всем дворце. Центральный медальон его выделяется на фоне берёзы. По контрасту его края набраны из красного дерева с золотистым отливом и украшены длинными листьями камыша-рогоза. Ослабление цвета идёт от середины к краю композиции. Мягкий переход к центральной плоскости медальона выполнен из ореха. Композиция по периметру заканчивается фризом из красно-коричневого палисандра, а на нём по краям представлены музыкальные инструменты — атрибуты муз. В скруглённых углах сложные нарядные композиции из золотисто-розового дерева. Использован также клен, подкрашенный медным купоросом для придания зеленоватого оттенка. Рисунок паркета отличается изысканностью цвета и высоким мастерством исполнения. Мотивы орнамента отвечают тематике зала. Светлые тона паркета соответствуют общему розовато-голубоватому колориту этого нарядного, полного света и воздуха помещения, решённого в типичных формах рококо. Полы в Зале муз выполнены в 1772 году группой русских столяров под руководством И. Петерсена.
Именно в Зале муз проходили балы и приёмы XVIII и XIX веков, устраивавшиеся в Ораниенбауме. Его отделкой восхищались шведский король Густав III, император Иосиф II, прусский король Фридрих Вильгельм III.
В интерьере зала присутствуют три скульптуры — это мраморные бюсты Клеопатры и Лукреции венецианской работы XVIII века и группа «Мальчик на дельфине» (копия с работы скульптора Л. Лоренцетти).
Последняя реставрация Зала была закончена в 2011 году.

#### Голубая гостиная
Название гостиной происходит от отделки интерьера шелковой голубой материей, которой были декорированы стены до 1860-х гг. В это время обветшавшая ткань была заменена на росписи на холстах художника А. Бейдемана. Это «Тритон и Нереида», а также копии известных эрмитажных произведений «Мадонна с куропатками» А. ван Дейка и «Похищение Европы» Ф. Альбани. От первоначальной отделки сохранились десюдепорты, лепка на потолке, плафон «Время, похищающее Истину» и паркетный пол, рисунок которого — один из изящнейших во дворце.

#### Стеклярусный кабинет

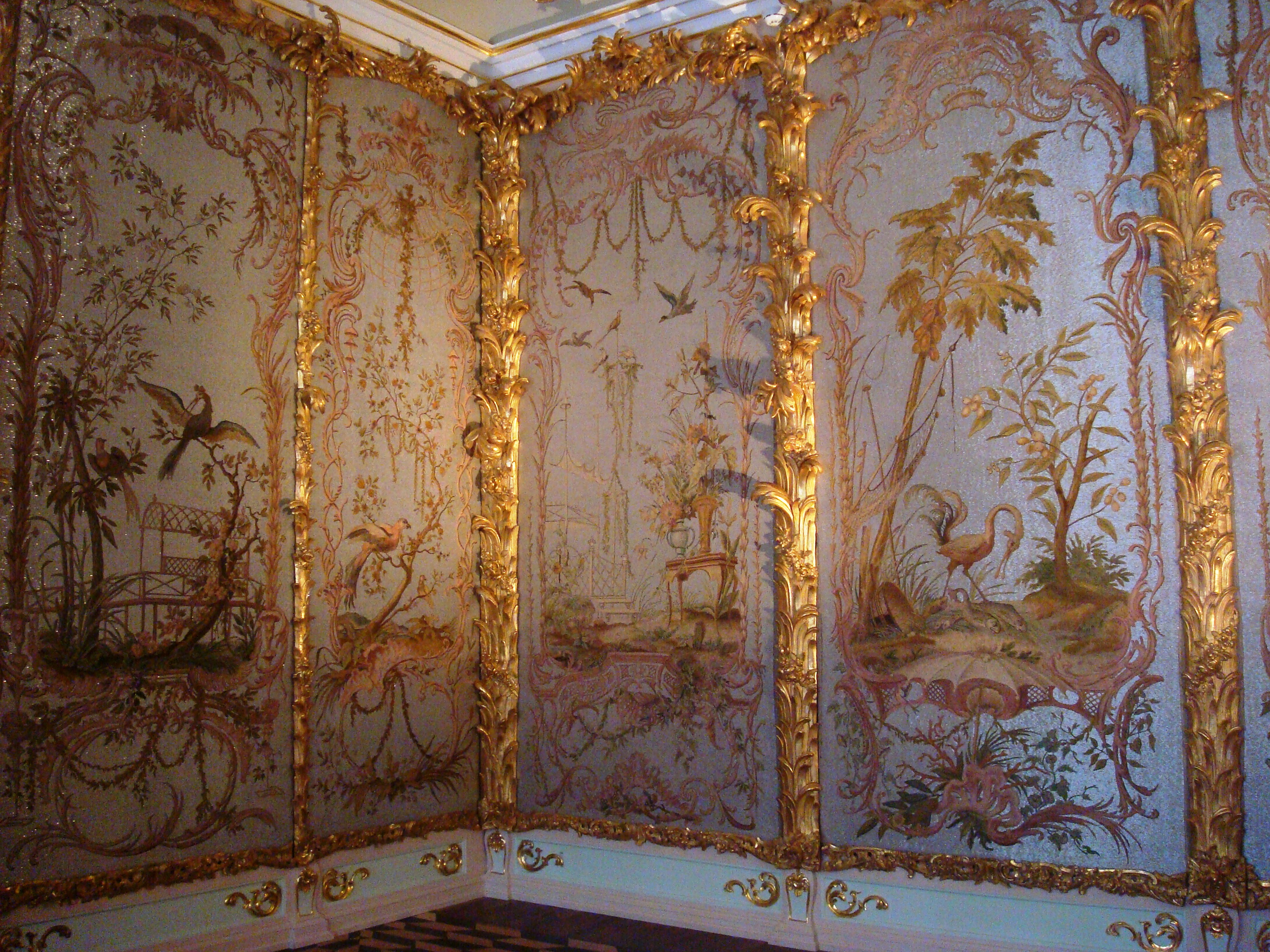
Стеклярусный кабинет

Самым знаменитым покоем Китайского дворца является Стеклярусный кабинет, сохранивший подлинную отделку 1760-х годов. Двенадцать панно (из них два десюдепорта) вышиты девятью русскими мастерицами под руководством бывшей французской актрисы при русском дворе Марии де Шен синелью (разноцветными ворсистыми шёлковыми нитями) с использованием стекляруса, изготовленного на мозаичной фабрике, основанной в окрестностях Ораниенбаума (в Усть-Рудице) русским учёным М. В. Ломоносовым. На панно изображены причудливые пейзажи в стиле шинуазри и фантастические птицы, обрамлённые затейливым рокайльным орнаментом. В композициях преобладают золото, красные, синие и зелёные цвета. Подобные вышивки были распространены во Франции XVIII века. Поэтому традиционно считалось, что они были привезены из парижской мастерской мадам де Шен, а всю комнату именовали «Французским покоем». В 1970-х годах были опубликованы материалы, доказывающие, что панно выполнены русскими мастерицами под руководством мадам де Шен, состоявшей в то время на русской службе в Санкт-Петербурге.
Панно имеют высоту 3,63 м, ширину 1, 5 м. Для панно использованы картоны французского художника-декоратора стиля рококо Жана-Батиста Пильмана, в 1766—1767 годах работавшего в Санкт-Петербурге. Согласно иной версии для панно были использованы эскизы итальянского художника Серафино Бароцци, который в 1765—1768 годах осуществлял росписи в интерьерах Китайского дворца и павильона Катальной горки. В «Передней» Китайского дворца С. Бароцци написал плафон «Аполлон и искусства» и создал орнаментальные росписи. Для Большого Китайского кабинета братья Бароцци написали плафон «Союз Европы и Азии». Орнаментальные обрамления панно составляют «перистые» рокайли, а разделяющие их пилястры из резного золочёного дерева стилизованы под стволы пальм. «Пальмовые колонны» — характерный элемент архитектуры фридерицианского рококо Пруссии. Лепное панно над камином гармонирует по стилю со стеклярусными панно и также близок манере Серафино Бароцци. Рисунок наборного паркета был сделан намного позднее, в середине XIX века. Принято считать, что он воспроизводит первоначальный геометрический рисунок пола, созданного из цветных смальт фабрики Ломоносова. Однако он не соответствует общей стилистике помещения, что не свойственно работе архитектора Ринальди. Поэтому возникло предположение, что пол был перенесён в Стеклярусный кабинет позднее, возможно из «другого интерьера и даже не обязательно ораниенбаумского». Но «это не умаляет его значения, он действительно уникален».
Плафон Стеклярусного кабинета «Щедрость и Зависть» — одна из лучших аллегорических композиций итальянского живописца Гаспаро Дициани (всего для Китайского дворца Дициани написал шесть плафонов). Стеклярусный кабинет — уникальный образец интерьера XVIII века. После реставрации, проведённой сотрудниками Эрмитажа, стеклярусные панно вновь обрели свой первоначальный вид — они были почищены от слоя пыли и грязи, с вышивки синелью были удалены позднейшие красочные наслоения, а стеклярус закреплён.

#### Большой зал

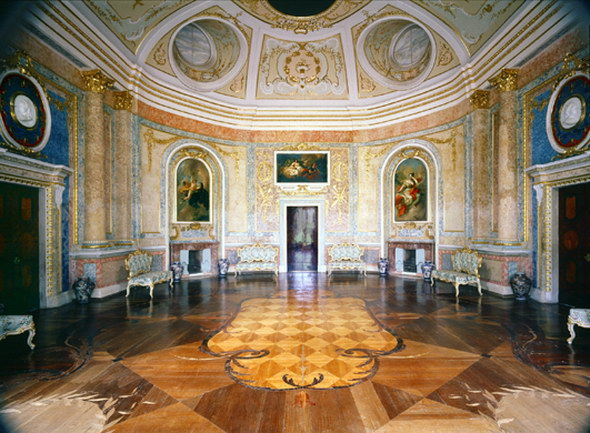
Большой зал

Большой зал служит композиционным центром дворца. Он предназначался для торжественных приёмов, поэтому его отделка решена в более строгом стиле, чем остальных комнат. Зал в плане представляет собой овал, что породило ещё одно его название — Круглый.
Значительная часть стен зала свободна от какого-либо декора, и это не случайно. Стены обработаны искусственным мрамором различного цвета — этот материал сам по себе имеет достаточный декоративный эффект, при этом не создавая чрезмерную насыщенность в цвете и отделке. Строгость и торжественность помещению также придают окна-двери и колонны. Наличие колонн делает интерьер в некоторой степени классицистическим. На восточной и западной стенах над дверями в Штукатурный покой и Стеклярусный кабинет расположены десюдепорты, в центре которых — мраморные барельефные изображения Петра I и Елизаветы Петровны. Их выполнила М.-А. Колло, ученица Э. Фальконе, по специальному заказу Екатерины II. Барельефы включены в медальоны овальной формы, сделанные из красных и голубых смальт.
Надкаминные живописные панно «Похищение Ганимеда» и «Юнона» выполнены итальянским живописцем Стефано Торелли. Над дверью в Переднюю в белой лепной раме находится картина неизвестного итальянского художника XVIII века «Селена и Эндимион».
Гладкая поверхность стен контрастирует с изящной потолочной лепкой, сплошь покрывающей высокие падуги и потолочное перекрытие. Лепной декор, состоящий из ветвей, гирлянд цветов, венков, птиц почти полностью отражается в рисунке паркета. Однако если в убранстве потолка преобладают светлые тона, то пол в основном выполнен из тёмных пород дерева (светлым выделен только центр комнаты).
Убранство Большого зала завершал плафон «Отдых Марса» работы выдающегося живописца венецианской школы Дж. Б. Тьеполо, утраченный в годы Великой Отечественной войны. Его место в 1980 году занял плафон, написанный С. Торелли, «День, прогоняющий ночь» из Мраморного дворца в Санкт-Петербурге.

#### Штукатурный покой
Штукатурный покой, или Сиреневая гостиная (названа по цвету стен), примыкает к Большому залу с запада. В противоположность ему комната имеет камерный характер. Убранство интерьера представляет собой типичный декор стиля рококо.
Основным элементом декора здесь выступает обильная золочёная лепка на стенах и потолке (именно поэтому комнате дано такое название — Штукатурный покой). В композиционный строй включена живопись на любовную тему — это «Венера и Адонис» П. Ротари, «Анжелика и Медор» работы крупного итальянского живописца Дж. Чиньяролли (сюжет взят из поэмы Л. Ариосто «Неистовый Роланд»), «Селена и Эндимион» в исполнении С. Торелли. Картины взяты в прямоугольные профилированные рамы и окружены лепным растительным орнаментом. Живописные десюдепорты «Тоскующий Марс» и «Венера», также работы С. Торелли, согласуются по цвету с наборными поверхностями дверей и дополняют интерьер.
Потолочное перекрытие, центральная часть которого в форме эллипса заглублена, образует своеобразный купол. Это делает комнату выше и просторнее. Плафон «Встреча Орфеем Солнца» исполнен венецианским художником Франческо Цуньо.

#### Малый Китайский кабинет
Отремонтирован в 1957—1959 годах, в 1966 году в кабинете восстановлен изначальный интерьер с обивочной тканью по образцу XVIII века. Кабинет украшает плафон «Фортификация» работы Г. Дицциани.

#### Большой Китайский кабинет
Расположен симметрично залу муз. В оформлении использованы элементы рококо и китайского зодчества. Стены украшены наборными деревянными панно с китайскими бытовыми сценами, пейзажами и мифическими птицами; в качестве материалов использованы карельская берёза, палисандр, персидский орех, амарант, самшит, листва и лица сделаны из слоновой кости, на падуге — лепка и роспись, на плафоне — картина «Союз Европы и Азии»; роспись и плафон созданы Джузеппе и Серафино Бароцци.

### Половина Екатерины II

#### Китайская опочивальня
На плафоне комнаты — «Китайское жертвоприношение» работы Д. Гварана. Паркет набран из пятнадцати пород дерева. Стены затянуты атласом, на котором Ф. Власов, Ф. Е. Данилов и Е. Герасимов написали «китайские» пейзажи.